# Tratado de Compiègne (1624)

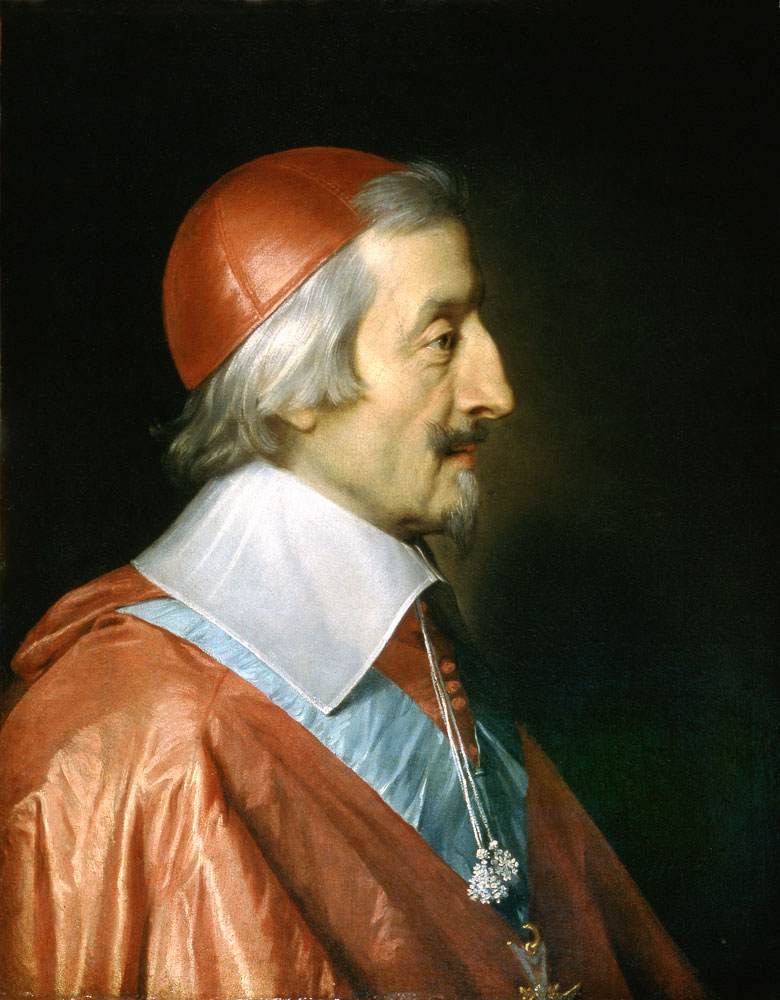
Cardeal Richelieu, arquiteto do tratado

O Tratado de Compiègne, assinado em 10 de junho de 1624, foi uma aliança de defesa mútua entre o Reino da França e a República Holandesa, por um período inicial de três anos.
Um de uma série de tratados destinados a isolar a Espanha, a França concordou em subsidiar os holandeses em sua Guerra da Independência em troca de assistência naval e privilégios comerciais. No final das contas, provou ser controverso, uma vez que suas disposições foram usadas para exigir que os holandeses protestantes ajudassem a reprimir seus correligionários franceses em La Rochelle.